# Château du Bois-Cornillé
Le château du Bois-Cornillé ou château du Boiscornillé se situe sur la commune de Val-d'Izé département d'Ille-et-Vilaine, en France.
Il fait l’objet d’une inscription au titre des monuments historiques depuis août 1988.

## Historique
Le château du Boiscornillé a été reconstruit au XVe siècle par Pierre Landais, trésorier et receveur général du Duché de Bretagne et grand argentier du Duc de Bretagne François II. Il était aux Cornillé en 1229 et passa par alliance aux Landais vers 1482, par alliance aux l'Espervier seigneurs de la Bouvardière, par alliance aux de Bouillé vers 1540, par alliance aux de Chavigny qui le vendirent en 1553 à Louise de Goulaine (veuve de Guy III d'Espinay) puis par succession aux de Schomberg, ducs d'Halluin en 1609, ceux-ci le vendirent en 1623 aux sieurs de la Porte (famille maternelle du cardinal de Richelieu) qui le revendirent aux Geffrard de la Motte, seigneurs du Plessis de Torcé (dont le plus célèbre d'entre eux, Jean-François Geffrard de la Motte, fut l'objet d'un procès médiatique en 1786). Le château est vendu en 1764 aux Goyon des Hurlières puis en 1854 à Paul le Cardinal de Kernier, marquis de Kernier et par succession à son fils Jacques Le Cardinal de Kernier, marquis de Kernier (député, conseiller général et maire du Val-d'Izé pendant 45 ans) et dont la famille en est encore propriétaire (Gérald, Comte de Maurès de Malartic). Ce château avait un droit de haute justice.
À partir de la fin du XIXe siècle, il est alors entièrement remanié dans le Style néogothique par les architectes Jules et Henri Mellet. De l'époque médiévale ne subsiste que la tour octogonale (dite tour Gouÿon) en moellons de grès sur la façade principale, il possède également de très beaux pavillons à toits élevés et des corniches modillonnées, une tour carrée (dite tour Landais) au nord-est ornée de mâchicoulis, une tourelle en encorbellement sur la façade sud. Les salles renferment de très belles tapisseries.
La chapelle construite en 1721 est sommée d'un campanile, elle a été remaniée en 1903. Cette chapelle fut construite telle qu'elle est maintenant, et la bénédiction en fut faite le 29 avril 1721 par Charles-François Billon (1667-1736), chanoine, trésorier de la collégiale de Vitré et conseiller du duc de La Trémoïlle. C'est là que furent déposés, sous des pierres armoriées, les cœurs de Joseph Geffrard (mort en 1720) et Renée Billon sa femme, de Mathurin Geffrard (mort en 1742) et de Françoise Fleuriot sa femme, tous seigneurs et dames du Bois-Cornillé. On y célébra aussi les mariages, en 1659, de Jean de la Filochaye avec Marguerite de la Porte, en 1692, de Jean Geffrard avec Jeanne de la Porte, et en 1770, de Charlemagne de Cornulier avec Rose de Gouyon.

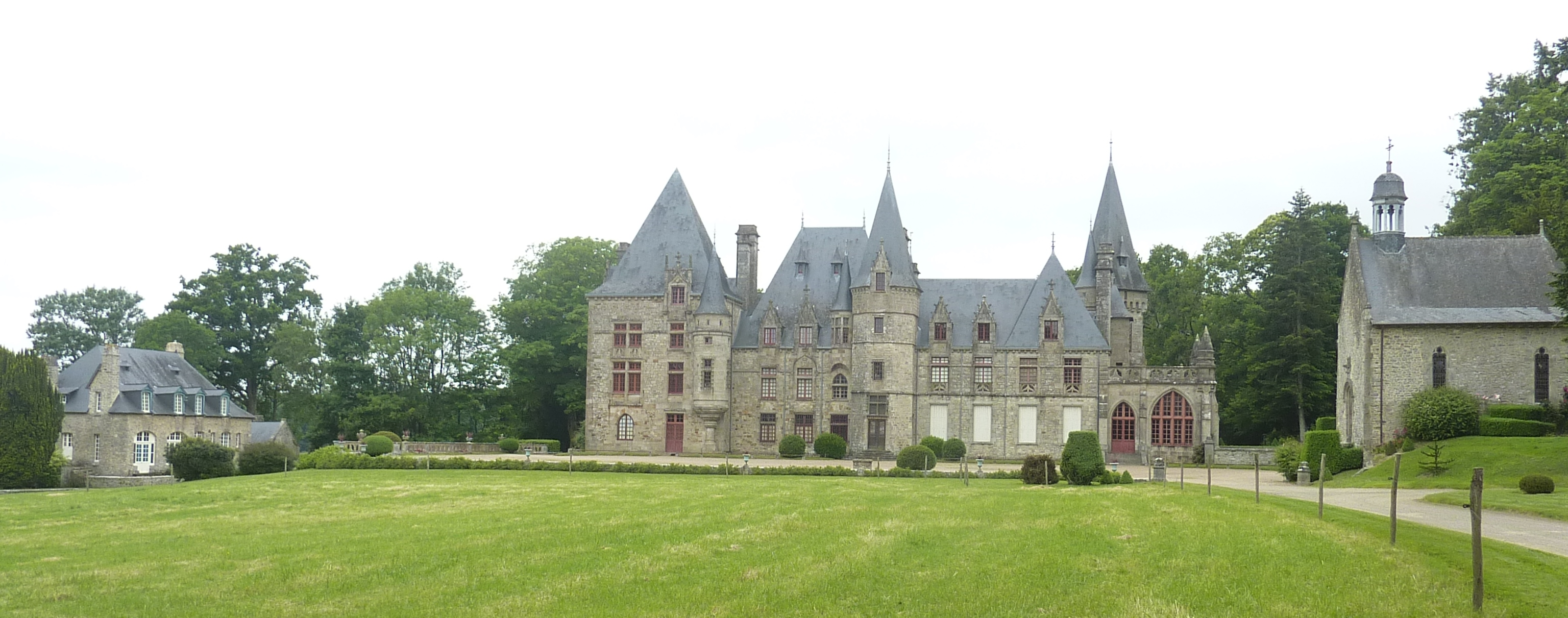
Le château du Bois-Cornillé.

La chapelle du château du Bois-Cornillé.
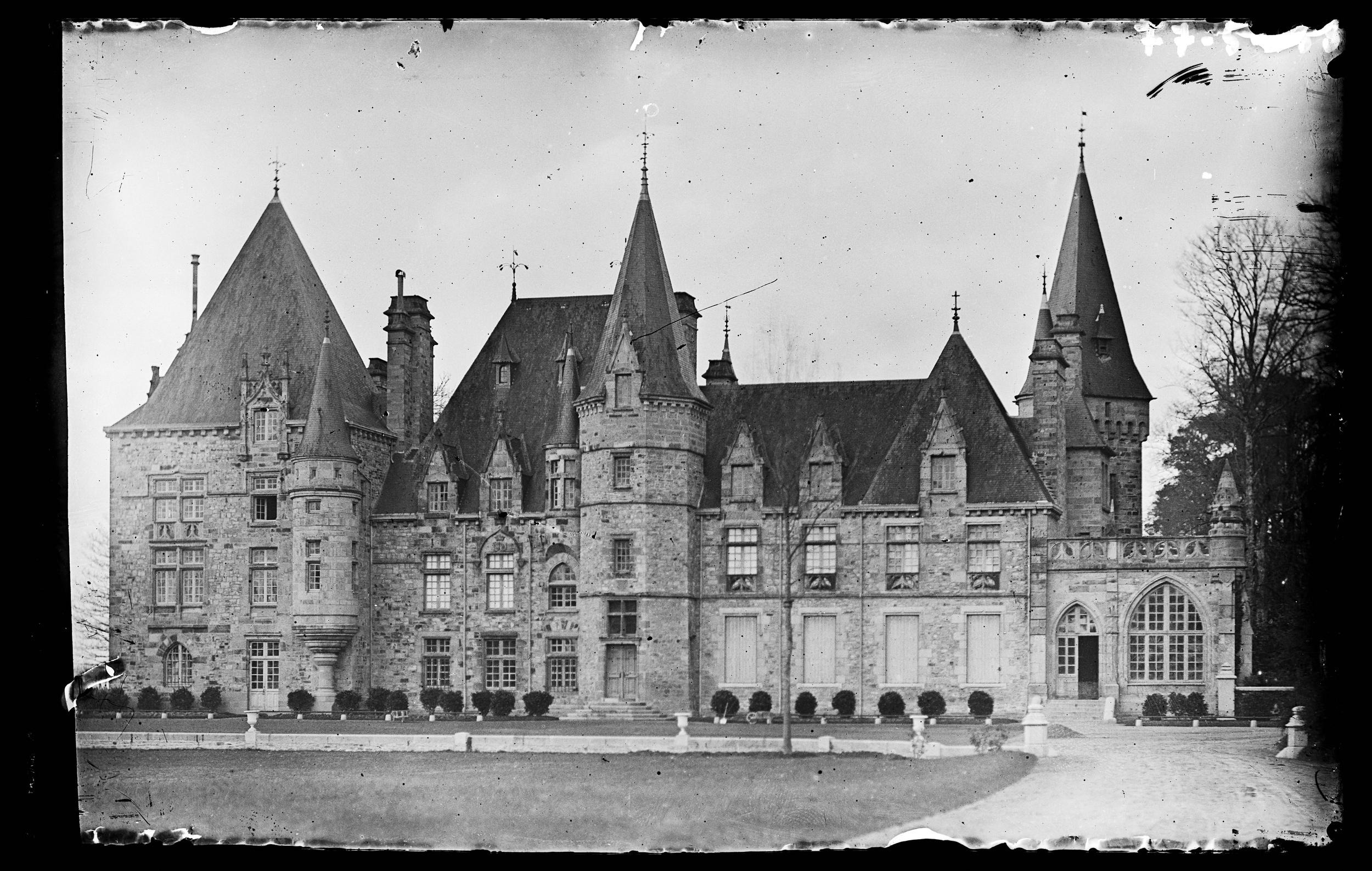
Vue du château du Bois Cornillé, 1er tiers du XXe siècle, Val-d'Izé.
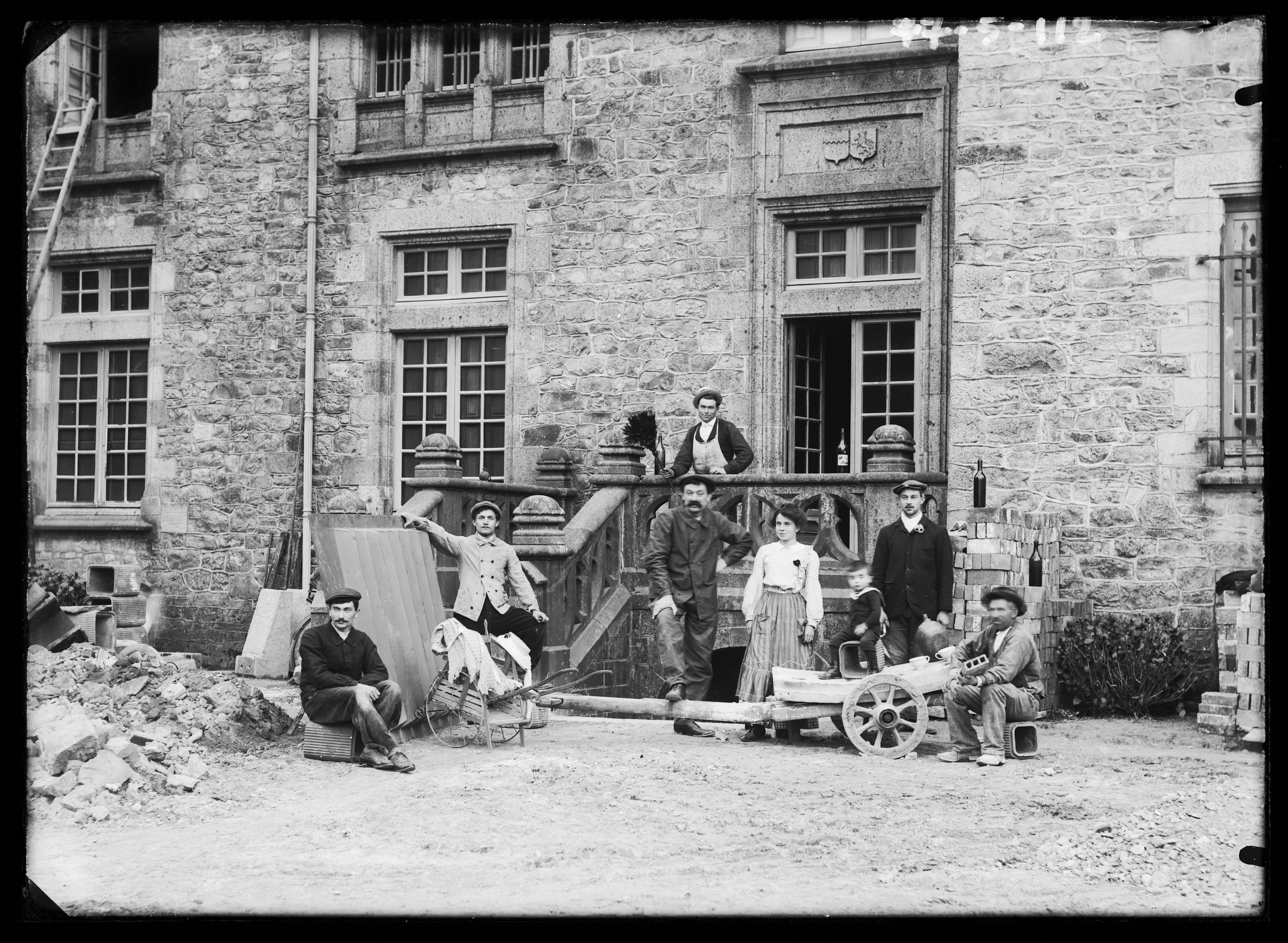
Maçons devant le château du Bois Cornillé, entre 1904 et 1939, Val d'Izé.

## Parc

Vue du parc du château du Bois Cornillé, entre 1904 et 1939, Val d'Izé.

Le parc à l'anglaise a été dessiné par les paysagistes Denis et Eugène Bühler et Édouard André (1840-1911) en 1876. On peut y découvrir le pavillon et l'allée d'accès, l'allée de ceinture, le jardin à la française, les façades et toitures de l'orangerie et du pavillon du jardinier, l'allée de lauriers, le rond-point avec ses perspectives, l'étang muré et également la porte de l'ancienne prison de Rennes, dite prison Richelot, remontée dans le parc au XXe siècle.

## Cinéma
Le château a servi de décor intérieur et extérieur pour le film Complètement cramé ! adapté du roman de Gilles Legardinier tourné en mars et avril 2022
.